# 10 × 32 мм
10×32 мм — патрон нелетального действия, разработанный в начале 2000-х годов.

## Описание
Патрон создан на базе укороченной гильзы патрона 5,45×39 мм, он собран в стальной цилиндрической гильзе с проточкой. Края гильзы завальцованы.
Сертифицирован в 2005 году в качестве боеприпаса для гражданского травматического оружия.
Применяется в пистолете ВПО-501 «Лидер» и револьвере ВПО-502 «Наган-М».

## Варианты[1]
В настоящее время выпускаются следующие типы патронов:
- 10×32 Т — травматический патрон, снаряжённый двумя резиновыми пулями. Масса патрона — 7,8 грамм, масса одной пули — 0,75 грамм. Сертифицирован в 2005 году.
- 10×32 Т «повышенной эффективности»
- 10×32 ТM — травматический патрон, снаряжённый одной резиновой пулей. Масса патрона — 6,5 грамм, масса одной пули — 0,65 грамм. Разработан в 2007 году и сертифицирован в начале 2008 года.

Дульная энергия пули зависит от типа используемых боеприпасов и модели оружия, из которого произведён выстрел.
Эффективность применения зависит от места попадания травматической пули «по человеку» и иных обстоятельств (например, снизить воздействие пули способна плотная зимняя одежда).